# Kozarac (Bosnien und Herzegowina)
Kozarac (serbisch-kyrillisch Козарац) ist ein Ort in der Verbandsgemeinde Prijedor im nordwestlichen Teil von Bosnien und Herzegowina. Es liegt rund 35 Kilometer nordwestlich von Banja Luka am Fuße des Kozara-Gebirges und gehört zur Entität Republika Srpska.

## Geographie
Kozarac liegt am nahe gelegenen Kozara-Gebirge. Einen großen Teil des Kozara-Gebirges nimmt der in unmittelbarer Nähe liegende Nationalpark Kozara ein, einer der drei existierenden Nationalparks des Landes.

## Bevölkerung
Zum Zeitpunkt der Volkszählung 1991 hatte Kozarac 8.028 Einwohner. Davon waren 7.334 (91,36 %) Bosniaken, 385 (4,80 %) Serben, 89 (1,11 %) Kroaten, 114 (1,42 %) Jugoslawen und 106 (1,32 %) mit einer anderen Nationalität. Heute stellen die Bosniaken in Kozarac wieder die Mehrheit. Die oft zitierte Einwohnerzahl von 27.000 bezieht sich auf das Gebiet der 1963 aufgelösten Gemeinde Kozarac, die noch weitere Orte wie z. B. Kozaruša umfasste.

## Geschichte

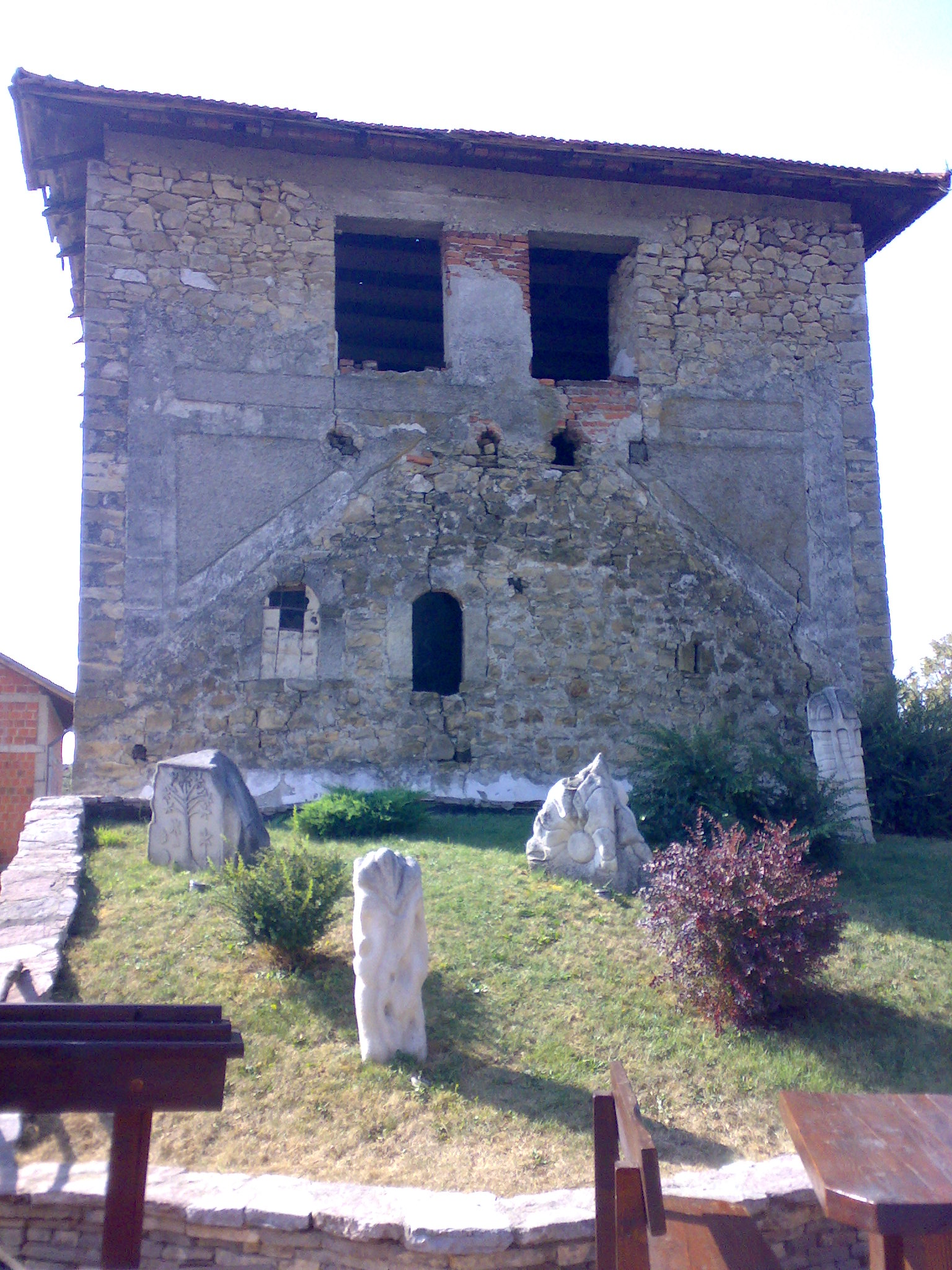
Die unter Denkmalschutz stehende Burg von Kozarac.

Kozarac wurde zum ersten Mal schriftlich in Dokumenten aus dem Jahr 1334 unter dem Namen Kozara (Cazara, Kotzura) festgehalten. Am 10. Februar 1360 wurde Kozarac eine „Freie Königliche Stadt“. Im Jahre 1518 wurde Kozarac von den Osmanen erobert und blieb bis 1878 Teil des Osmanischen Reiches. In der Zeit von 1687 bis 1835 war Kozarac ein übergeordnetes Verwaltungszentrum und Sitz eines Gerichtes. Ab 1850 unterdrückte der osmanische General Omar Pascha einen Aufstand in Bosnien gegen die türkische Besatzung, dabei wurde Kozarac zerstört. 1878 stellte der Berliner Kongress nach dem Sieg Russlands über die Osmanen, die osmanischen Provinzen Bosnien und Herzegowina unter österreichisch-ungarische Verwaltung.
1908 fiel Kozarac nach der Annexion offiziell an Österreich-Ungarn. Unmittelbar nach dem Ersten Weltkrieg wurde Bosnien und Herzegowina Teil des Königreichs Jugoslawien. Im Frühjahr 1941, während des Zweiten Weltkrieges, wurde das Land von Truppen des Deutschen Reiches und Italiens besetzt. Man unterteilte den Staat in Einzelrepubliken; Bosnien-Herzegowina wurde mit Kroatien zu einem faschistischen Vasallenstaat namens Unabhängiger Staat Kroatien erklärt. Nach dem Zweiten Weltkrieg entstand mit der Gründung der Sozialistischen Föderativen Republik Jugoslawien ein Bundesstaat mit den sechs Teilrepubliken Slowenien, Kroatien, Bosnien und Herzegowina, Montenegro, Mazedonien und Serbien mit den Autonomen Provinzen Kosovo und Vojvodina. Bis zur Unabhängigkeitserklärung am 2. März 1992 gehörte Kozarac zur Sozialistischen Republik Bosnien und Herzegowina.

### Bosnienkrieg
Nach Untersuchungen des Internationalen Strafgerichtshofs für das ehemalige Jugoslawien begann am 24. und 25. Mai 1992 eine Offensive der Armee der Republika Srpska (VRS), die unter anderem von Duško Tadić kommandiert wurde. Dabei wurde Kozarac umkreist. Am nächsten Tag musste die Bevölkerung ihre Häuser verlassen und sich in die Stadt begeben. Dabei wurden mehrere Polizisten der Stadt getötet. Anschließend wurden die Männer von den Frauen und Kindern getrennt und in Gefangenenlager transportiert. Viele Gefangene wurden in den Lagern Keraterm, Trnopolje und Omarska gefoltert und getötet. Im Lager Trnopolje, wo meist Frauen und Kinder gefangen waren, kam es zu sexuellen Übergriffen. Ein Denkmal in Kozarac erinnert an die im Laufe des Krieges ermordeten Bewohner von Kozarac. Innen sind die 1.226 Namen der Ermordeten von Kozarac aufgelistet. Nach außen ragt  für jedes Opfer eine elektrische Kerze aus dem Rund.

## Religion
Nach einem kirchlichen Dokument von 1334 gehörte Kozarac bis zur osmanischen Besatzung zum Bistum Zagreb und war Sitz der Pfarrei von Sana.
Die Moschee Mutnik wurde vor über 300 Jahren erbaut und zählt zu den ältesten Moscheen in Bosnien und Herzegowina. Die während des Krieges zerstörten Moscheen wurden wieder aufgebaut.
Es existieren zwei serbisch-orthodoxe Kirchen in Kozarac. Die ältere Kirche wurde 1887 gebaut. Im Jahre 2001 wurde eine neue orthodoxe Kirche erbaut. Derzeit wird die Kirche im Inneren mit byzantinischen Fresken bemalt. Beide Kirchen sind den Heiligen Aposteln Peter und Paul geweiht.
In Kozarac existiert zudem eine römisch-katholische Kirche. Die Kirche der Heiligen Jungfrau Maria ist auch als Mehmed's Kirche bekannt. Nach einer Legende wurde die Kirche im Auftrag des Österreichers Karl Schmutzer erbaut, der ein Sägewerk am Fuße des Kozara Gebirges nahe der Ortschaft Kozarac eröffnet hatte.

## Verkehr
Kozarac wird von der Magistralstraße M4 erschlossen und hat weitab der Ortschaft einen Bahnhof an der Bahnstrecke Banja Luka–Dobrljin.

## Bildergalerie

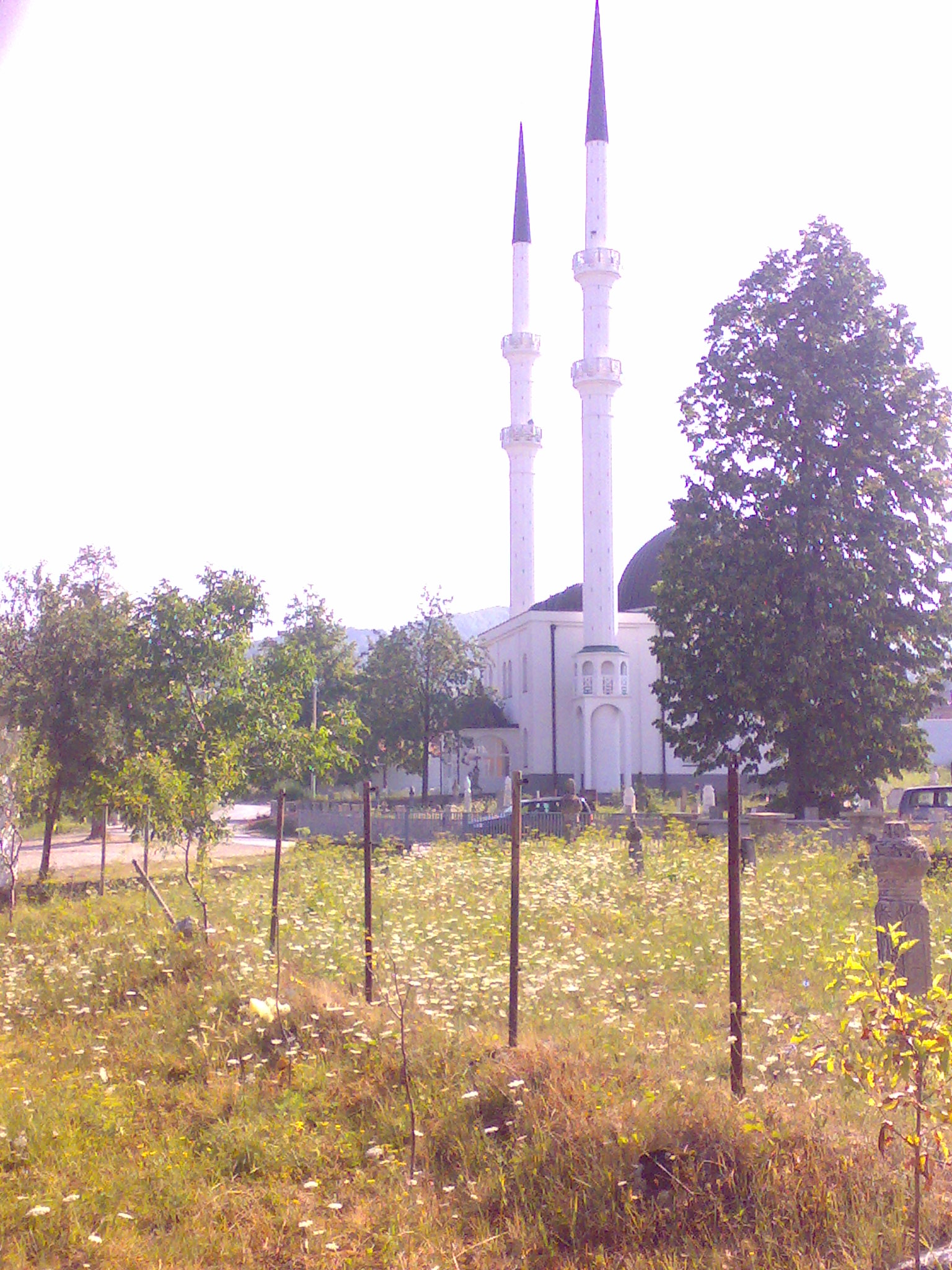
Mutnik-Moschee in Kozarac
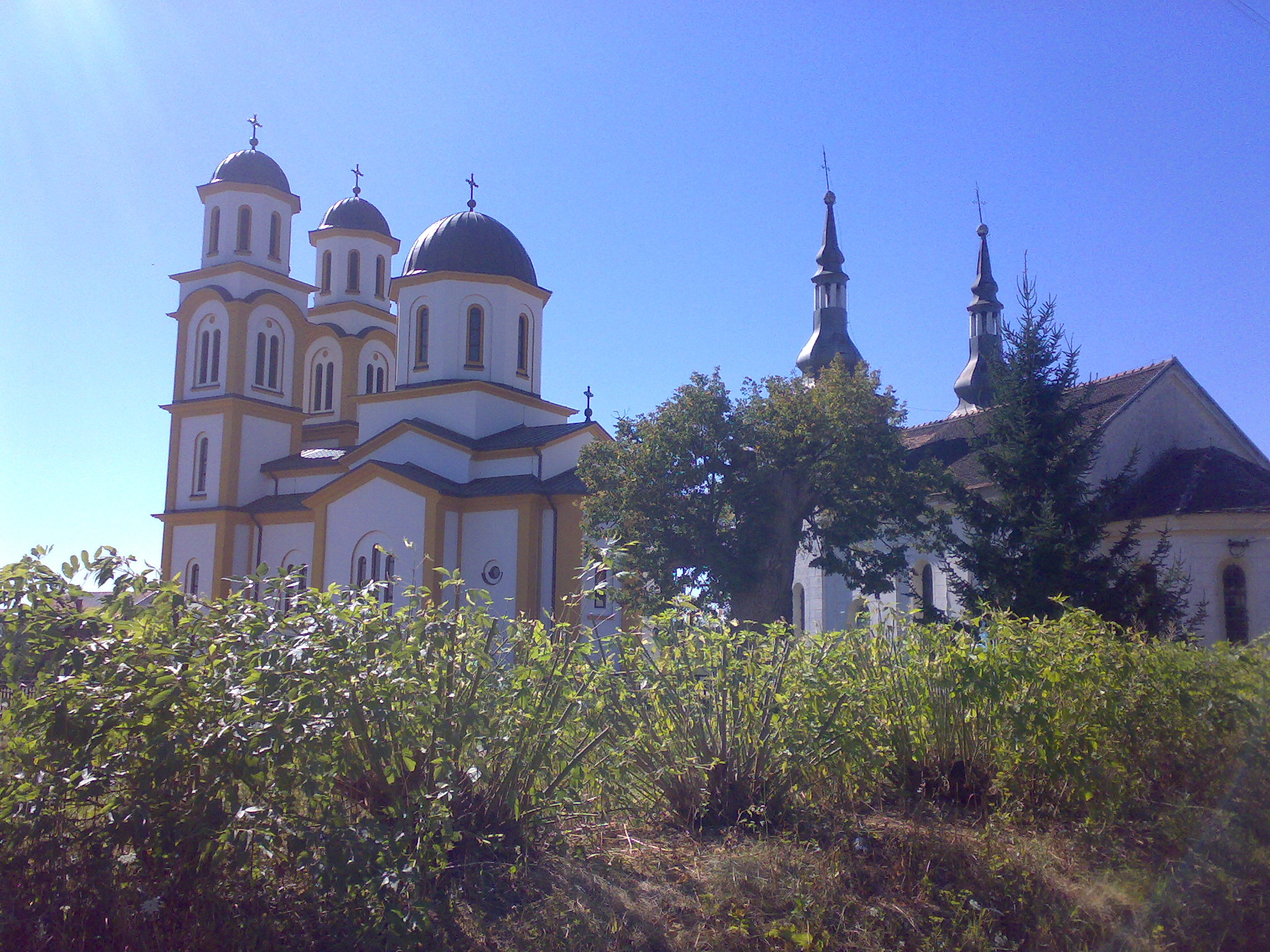
Zwei Serbisch-orthodoxe Kirchen in Kozarac
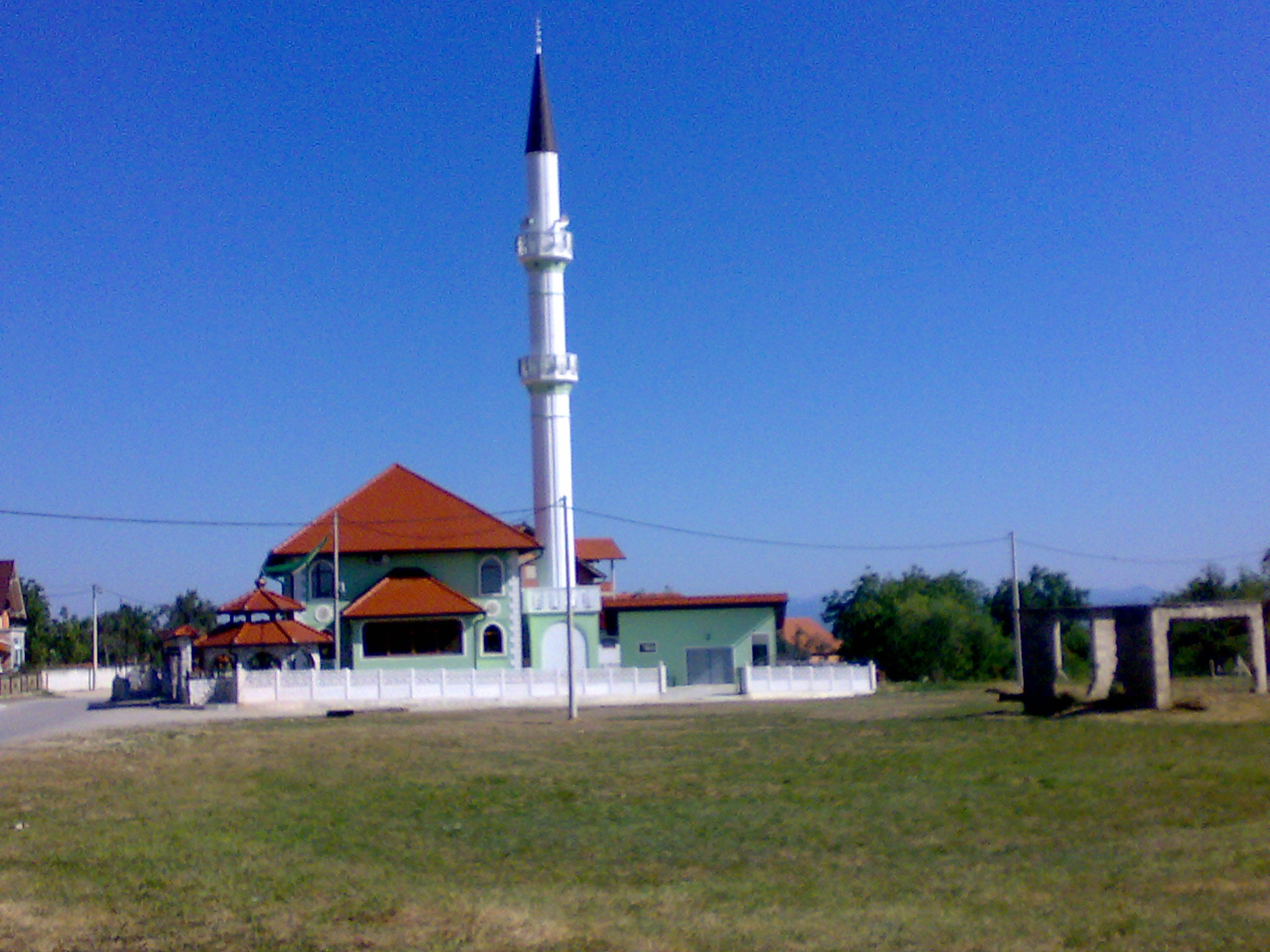
Eine Moschee in Kozarac-Kamicani
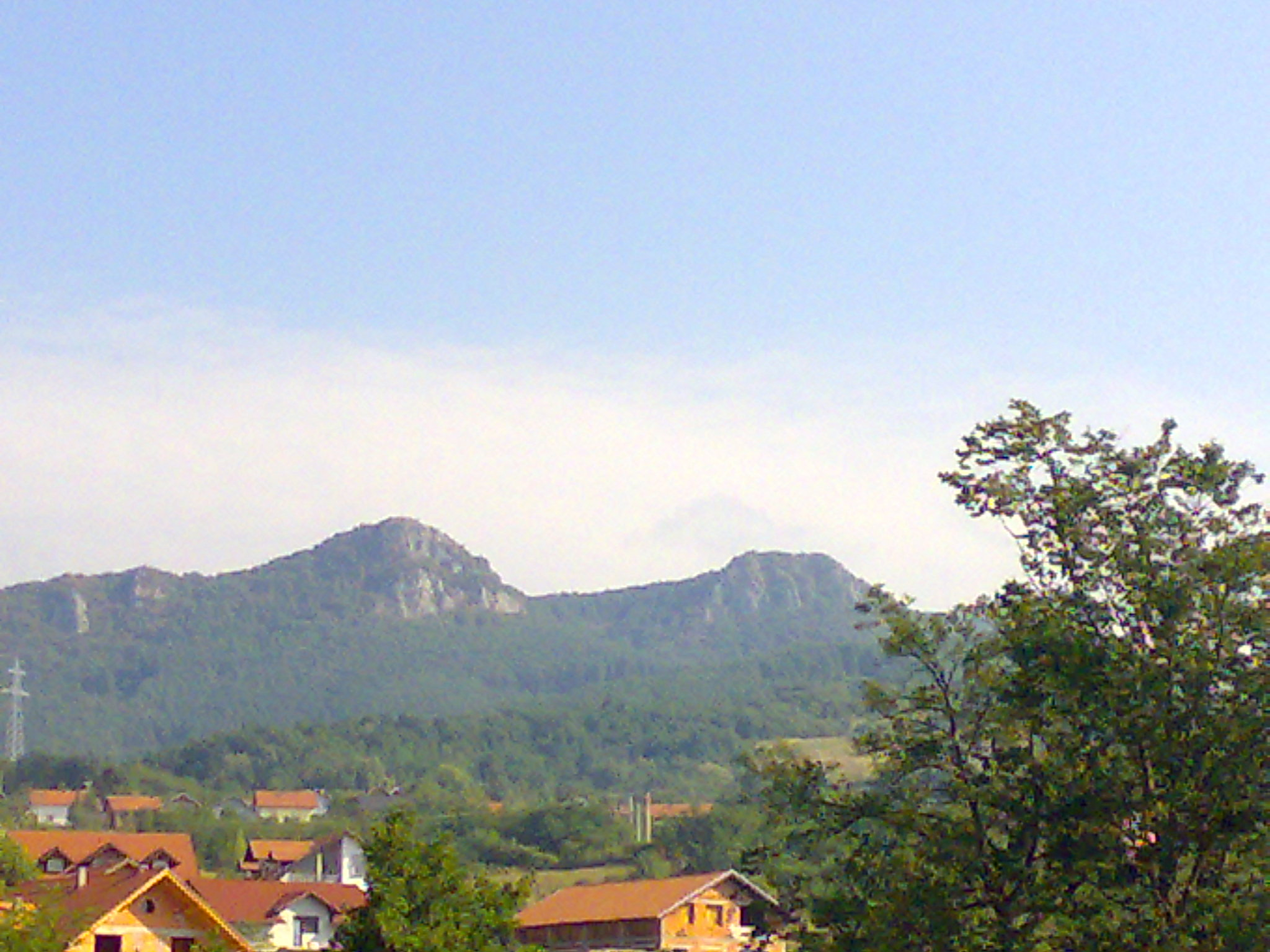
Aussicht auf das Kozara-Gebirge
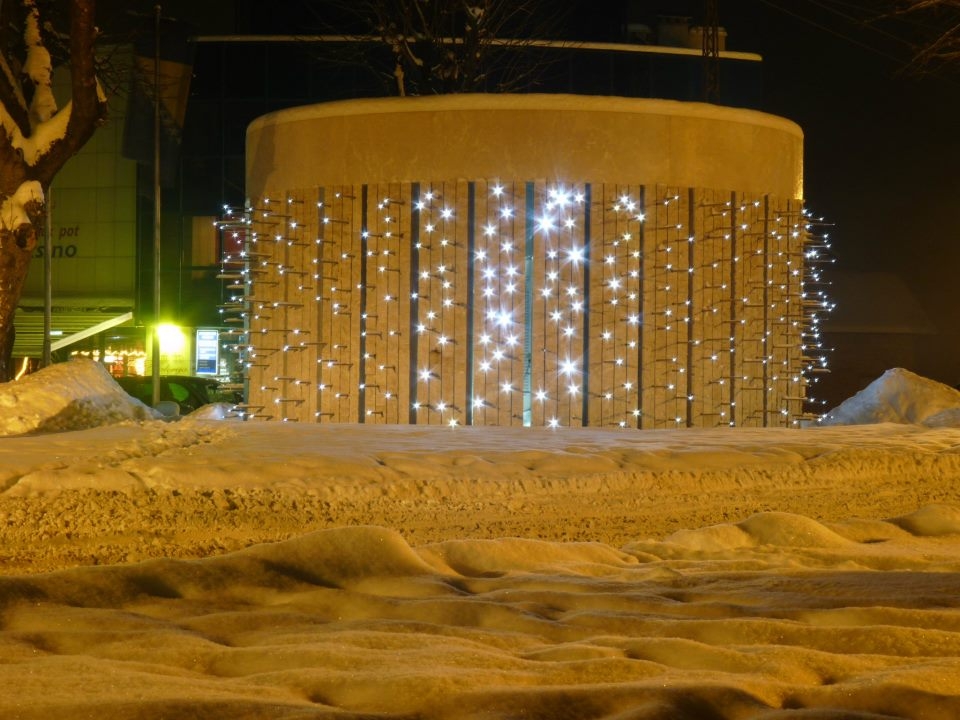
Gedenkstätte für die Kriegsopfer von Kozarac

## Persönlichkeiten
- Eldin Jakupović (* 1984), Fußballspieler
- Arnel Tači (* 1986), Schauspieler
- Duško Tadić (* 1955), Politiker und Kriegsverbrecher